# Basiroa
Basiroa (del idioma mayo: "lavadero redondo") es una ranchería del municipio de Álamos ubicada en el sureste del estado mexicano de Sonora, cercana a los límites divisorios con los estados de Chihuahua y Sinaloa. La ranchería es la sexta localidad más habitada del municipio ya que según los datos del Censo de Población y Vivienda realizado en 2020 por el Instituto Nacional de Estadística y Geografía (INEGI), Basiroa tiene un total de 324 habitantes. También, tiene la categoría de comisaría municipal, lo que le permite tener a un residente con la función de comisario. Fue nombrado así por los indígenas basiroas que habitaban la región.
Se encuentra a 42.3 km al sur de la villa de Álamos, cabecera del municipio, y a 408 km al sureste de Hermosillo, la capital estatal.
El primer dato que se tiene de Basiroa es del siglo XVII, cuando funcionaba como una misión religiosa jesuita llamada San Antonio de Basiroa, cuando los colonizadores españoles se encontraban asentados entre la región de los ríos Mayo y Fuerte, aproximadamente de 1666 a 1670 residió aquí don Matías de Pereyra Lobo, un colonizador de origen portugués, cuando lo habitaban indígenas tehuecos y basiroas, y todavía funcionaba con una misión.
A inicios del siglo XVIII, se convirtió en una de las haciendas más prósperas de la zona, incluso cuando la actividad minera no iniciaba en el lugar. Para 1753 el lugar contaba con 4 caballerías pertenecientes a don Francisco de la Mora y Castañeda. A mediados de 1800, la hacienda pasó a ser de Francisco de la Torre, esposo de una nieta de Matías de Pereyra Lobo, heredera de su hijo Pedro de Rivera.

## Geografía
Basiroa se ubica en el sureste del estado de Sonora, en la región sur del territorio del municipio de Álamos, sobre las coordenadas geográficas 26°42'50" de latitud norte y 108°53'59" de longitud oeste del meridiano de Greenwich, a una altura media de 164 metros sobre el nivel del mar, al sur se ubica una elevación importante llamada Cerro el Pedregoso. La ranchería está asentada en la ribera del río Cuchujaqui, y cuenta con un clima seco-cálido.